# تانجا فرانک
تانجا فرانک (انگلیسی: Tanja Frank؛ زادهٔ ۲۴ ژانویهٔ ۱۹۹۳) ورزشکار اهل اتریش است.
وی در مسابقات کشوری و بین‌المللی در مجموع برندهٔ ۱ مدال برنز شده‌است.